# Hystrichodexia pueyrredoni
Hystrichodexia pueyrredoni är en tvåvingeart som beskrevs av Juan Brèthes 1918. Hystrichodexia pueyrredoni ingår i släktet Hystrichodexia och familjen parasitflugor. Inga underarter finns listade i Catalogue of Life.